# CD2AP
CD2AP‏ (CD2 associated protein) هوَ بروتين يُشَفر بواسطة جين CD2AP في الإنسان.